# PGC 4304240
LEDA/PGC 4304240 ist eine Spiralgalaxie vom Hubble-Typ Sc im Sternbild Löwe auf der Ekliptik. Sie ist schätzungsweise 190 Millionen Lichtjahre von der Milchstraße entfernt. 
Im selben Himmelsareal befinden sich u. a. die Galaxien NGC 3987, NGC 3999, NGC 4000, NGC 4005. 